# Cyrtodactylus hutchinsoni
Cyrtodactylus hutchinsoni — вид ящірок з родини геконових (Gekkonidae). Описаний у 2021 році.

## Назва
Названий на честь австралійського герпетолога Марка Гатчинсона, куратора герпетології в Музеї Південної Австралії.

## Поширення
Ендемік Нової Гвінеї. Відомий з північної частини Центральних Кордильєр на крайньому заході Папуа Нової Гвінеї. Типові зразки зібрані за 13 км на південний схід від місії Хотмін у провінції Сандаун на висоті 950 м над рівнем моря.

## Опис
Cyrtodactylus hutchinsoni можна відрізнити від усіх інших меланезійських і волласських Cyrtodactylus унікальним поєднанням великого розміру дорослої особини (SVL принаймні до 144,0 мм); тіло струнке; голова помірно широка (HW/SVL 0,19); спинні горбки плоскі або щонайбільше злегка кілеві, округлі та складаються приблизно з 18–20 поздовжніх рядів у середині тулуба; горбки на вентролатеральних складках округлі; горбки не поширюються вентрально за вентролатеральні складки; відсутність горбків на нижній щелепі та горлі; хвостові горбки плоскі або з легким кілем і лише біля основи хвоста; підхвостова луска на вихідному хвості не розширена поперечно; збільшені преклоакальні та стегнові лусочки, що утворюють безперервний ряд до 80 лусочок, що поширюється до коліна; малюнок забарвлення в живому середовищі включає чотири пари темно-коричневих плям на спині з помітними брудно-білими полями на сіро-коричневому фоні, а також великі темно-коричневі сітки та невеликі плями на голові та кінцівках.